# Felipe Ramírez
Felipe Ramírez (aktiv i perioden 1628-1631) var en spansk barok- og stillebensmaler fra Sevilla.
Kun lidt er kendt til Ramírezs liv. Han var sandsynligvis i familie med Gerónimo Ramírez og var tilhænger af samme malerstil som Juan Sánchez Cotán (1560-1627) havde praktiseret. Han malede stilleben, jagtbilleder og andre motiver. Han malede desuden Sankt Stefans martyrium for en kirke i Sevilla.